# Estadi Carlos Tartiere (1932)
L'Estadi Carlos Tartiere va ser un camp de futbol de la ciutat d'Oviedo a Astúries, Espanya. Va albergar els partits que el Reial Oviedo disputava com a local entre 1932 i 2000, i va ser batejat d'aquesta manera en honor de Carlos Tartiere de las Alas Pumariño, primer president del club.

## Història
Denominat  Estadi de Buenavista  en els seus inicis, perquè estava situat al barri del mateix nom, va ser inaugurat el 24 d'abril de 1932 amb un partit entre les seleccions d'Espanya i Iugoslàvia, amb triomf d'Espanya per 2-1. El primer gol de l'estadi va ser marcat per Isidro Lángara, davanter del Reial Oviedo.
Tenia la particularitat en aquell temps que la tribuna principal estava coberta amb una visera de més de 100 metres de longitud sense cap columna de suport davant, la primera que es va construir a Espanya d'aquestes característiques, obra de l'enginyer Ildefonso Sánchez del Rio. El 1954 va ser venut a l'ajuntament d'Oviedo, que va ser el seu propietari des de llavors. El juny de 1958 el seu nom es va canviar pel del fundador i primer president del club, Carlos Tartiere. El 4 de juny de 1969 es va inaugurar la il·luminació artificial del camp durant un partit amistós entre el Reial Oviedo i el Reial Madrid CF.
Va ser reconstruït amb motiu del Mundial de 1982, del qual va ser una de les seus oficials, de manera que el seu aforament va passar de ser de 20.000 persones a 22.500. El partit d'inauguració després de les obres va enfrontar al Real Oviedo amb la selecció de futbol de Xile.
El 1998, per complir amb la normativa de la UEFA i millorar la seguretat en els camps de futbol, es van afegir butaques a gairebé tot el camp de manera que la capacitat es va reduir fins a les 13.000 persones. Aquest fet va fer que es plantegés la necessitat de construir un nou camp de futbol per a la ciutat amb capacitat suficient per a tots els aficionats.
El 20 de maig de 2000 el Reial Oviedo va jugar el seu últim partit al Carlos Tartiere davant de la Reial Societat de Futbol. L'estadi va ser finalment enderrocat l'any 2003, un cop van concloure les obres del nou camp, que anomenaren amb el mateix nom, Estadi Carlos Tartiere. En els terrenys que ocupava l'estadi i voltants s'hi va construir el Palau de Congressos de la ciutat, dissenyat per Santiago Calatrava.